# Narmada (rivier)
De Narmada of Nerbudda (Gujarati: નર્મદા, Devanagari: नर्मदा) is een rivier in India. De rivier is meer dan 1289 km lang en stroomt van het oosten naar het westen door de Indiase deelstaten Madhya Pradesh en Gujarat, waarna ze uitmondt in de Arabische Zee. De Narmadavallei scheidt het Vindhyagebergte in het noorden van het Satpuragebergte in het zuiden. De Narmada vormt de traditionele grens tussen Noord-India en Zuid-India. De waterloop wordt door hindoes als een van de zeven heilige rivieren van India beschouwd.
De Narmada is de enige grotere Indiase rivier die door een riftvallei stroomt. De rivier ontspringt in Amarkantak in de Maikala-heuvels, op de grens van de staten Madhya Pradesh en Chhattisgarh. Hiervandaan meandert zij de eerste 200 kilometers richting de stad Mandla. Daarna passeert de rivier in de buurt van de stad Jabalpur de 'Marmeren rotsen', waarna zij de Narmadavallei instroomt. Dit is een brede vallei waarvan het Vindhya- en het Satpuragebergte de riftschouders vormen. Door de vallei zet de Narmada een palwestelijke koers in naar de Golf van Khambhat.
Het grootste deel van de rivierloop ligt in Madhya Pradesh en een kleiner deel in Gujarat. Op het grensgebied van de twee staten vormt ze voor ongeveer 35 km daarnaast de noordgrens van Maharashtra. In ditzelfde gebied stroomt de Narmada door het Shoolpaneshwar Wildlife Sanctuary. Bij Kevadia bereikt de Narmada de kustvlakte, waarna ze ongeveer 200 km door Gujarat stroomt alvorens de zee te bereiken. In tegenstelling tot de nauwelijks veranderende stroomrichting in de Narmadavallei heeft de rivier in de kustvlakte een sterk meanderend verloop. Ze mondt in de Arabische zee uit in het district Bharuch (nabij Surat).
- Bibliothèque nationale de France: cb13606127c (data)
- Gemeinsame Normdatei: 4200521-8
- Système universitaire de documentation: 055309011
- Virtual International Authority File: 243046655